# Wólka Seroczyńska
Wólka Seroczyńska (prononciation : [ˈvulka sɛrɔˈt͡ʂɨɲska]) est un village polonais de la gmina de Czerwin dans le powiat d'Ostrołęka de la voïvodie de Mazovie dans le centre-est de la Pologne.
Il se situe à environ 7 kilomètres au sud-est de Czerwin (siège de la gmina), 26 kilomètres au sud-est d'Ostrołęka (siège du powiat) et à 97 kilomètres au nord-est de Varsovie (capitale de la Pologne).
Le village compte approximativement une population de 70 habitants.

## Histoire
De 1975 à 1998, le village appartenait administrativement à la voïvodie d'Ostrołęka.